# Gropello Cairoli
Gropello Cairoli (Grüpé in dialetto lomellino) è un comune italiano di 4 377 abitanti della provincia di Pavia in Lombardia. Si trova nella Lomellina orientale, a breve distanza dal ciglio del terrazzo che domina la valle alluvionale del Ticino.
La città di Gropello Cairoli, divenuta tale per meriti storici, è principalmente raccolta intorno alla ex strada statale 596 (detta dei Cairoli) che conduce a Pavia, molto frequentata soprattutto a causa della presenza del casello autostradale sulla A7. Il paese costituisce uno dei pochi esempi in Europa di strassendorf (paese sviluppatosi lungo una strada) medievale. Nel 2000 è stata inaugurata la tangenziale che devia il traffico dal centro cittadino.
Caratteristica di Gropello Cairoli è la presenza di due chiese, San Rocco e la parrocchiale dedicata a San Giorgio, che delimitano da est ad ovest la via principale.

## Storia
Il paese, molto probabilmente, deve il suo nome al latino Ripellium, per la collocazione sulla riva del Ticino, oppure a Gruppellum, piccolo agglomerato di case. 
Noto fin dal IX secolo, era una curtis fiscale che il re Berengario I concesse nel 900 al suo fedele Folcuino detto Vasingone. Era forse già allora difeso da un castello. Nel secolo seguente ne erano signori Bernardo (conte di Parma e dal 996 di Pavia) e la moglie Rolinda (figlia naturale del re Ugo) che, riottenutolo dopo una confisca dall'Imperatore Ottone II, lo donarono alla canonica della SS. Trinità di Pavia, da loro fondata. Probabilmente faceva parte dei domini di Pavia ancor prima che la città, nel XII secolo, sconfitti i conti palatini di Lomello, ne annettesse i territori (la Lomellina); nell'ambito di tali domini comunque Gropello fu incluso nel distretto della Lomellina. Dopo la pace di Costanza del 1183 cadde sotto la signoria dei Beccaria, un ramo dei quali prese nome da questo paese; ne fu investito nel 1437 Pietro Visconti, di un ramo secondario della illustre casata, per eredità della madre Orietta Beccaria.
I Visconti di Breme e Gropello tennero poi, divisi in più rami, la consignoria del feudo nei secoli seguenti (essa comprendeva anche Zerbolò e Carbonara al Ticino). Il feudo fu ereditato, almeno in parte, dai Lonati Visconti, da cui passò per matrimonio al conte Lorenzo Taverna. Dopo la fine del feudalesimo (1797) i Taverna restavano proprietari del castello e di una vasta tenuta, che vendettero nel 1845 al chirurgo e professore universitario pavese Carlo Cairoli.
Dopo la legge del 23 ottobre 1859 il comune venne inserito nel mandamento V di Garlasco, circondario III di Lomellina, provincia di Pavia. Il comune, originariamente chiamato Gropello, adottò il nome di Gropello Lomellino (R.D. 15 Marzo 1863, n.1211) nel 1863; successivamente, nel 1888, prese l'attuale denominazione in onore dei cinque fratelli Cairoli, eroi del Risorgimento italiano e figli di Carlo Cairoli.
Grande amico di uno dei fratelli, Benedetto Cairoli, fu un altro insigne cittadino di Gropello, il filosofo Carlo Cantoni, studioso di Kant (insignito della laurea post mortem dall'Università di Königsberg proprio per gli studi su Kant) e senatore del Regno dal 1898. A lui si deve la costruzione della ferrovia. È ancora intatta la casa natale che ora ospita una guesthouse ai piani superiori mentre le sale affrescate del pian terreno e il parco secolare sono riservate ad eventi e ricevimenti.

### Simboli
Lo stemma è stato riconosciuto con decreto del capo del governo del 29 settembre 1936.
Il gonfalone, concesso con DPR del 29 ottobre 1949, è un drappo partito di bianco e di rosso.

### Onorificenze
Il giorno 3 maggio 2011 Gropello Cairoli è stata nominata "città per meriti storici", ed in occasione dell'evento è stata apposta una targa commemorativa sul fronte del municipio.

## Monumenti e luoghi d'interesse

### Architetture
- Chiesa di San Giorgio Martire

### Aree naturali

#### Bosco Barbieri
Nel territorio comunale si trova il Bosco Francesco Barbieri, situato in prossimità del centro abitato e ai piedi del terrazzo che delimita la valle del Ticino. Ha un'estensione di 16 ettari ed è costituito da una zona umida boscata, con una buona presenza di ontano nero, un habitat di rilevante interesse comunitario ai sensi della Direttiva Habitat. Il bosco è stato acquisito dal Parco del Ticino grazie a una donazione in memoria dello zoologo Francesco Barbieri, prematuramente scomparso nel 2001.

#### San Massimo
La Riserva S. Massimo — che si estende su una superficie di circa 460 ha ed è classificata Sito di Importanza Comunitaria IT 2080015 “San Massimo” — è caratterizzata dalla presenza delle ultime importanti estensioni di boschi igrofili di ontano nero (alneta) della Pianura Padana.
Sito di interesse comunitario (SIC) dal 2004, e una parte di questo riconosciuta successivamente Zona di protezione speciale (ZPS) — grazie alla varietà degli ecosistemi che ospita — la Riserva San Massimo è anche un'importante azienda agricola che produce mais e riso. Gli spazi naturali sono intervallati da aree agricole, filari di piante da frutto, ma anche da marcite e pioppeti. L’alneta ospita una garzaia che conta circa 1 000 aironi, fra garzette e nitticore. Sono presenti anche aironi cenerini, aironi bianchi maggiori ed aironi rossi osservabili nelle risaie e nelle piccole aree umide alla ricerca di prede.

### Via Francigena
Nel territorio comunale e lungo l'abitato passa il percorso storico della Via Francigena in Lombardia, proveniente da Garlasco e successivamente dirigentesi verso Villanova d'Ardenghi.

## Società

### Evoluzione demografica
Abitanti censiti

## Cultura

### Eventi
- Festa patronale: il patrono gropellese è San Giorgio Martire, la cui statua equestre in lotta con il drago sovrasta la chiesa madre; si festeggia la domenica a ridosso del 23 aprile (San Giorgio Martire).
- Festa dei Ragazzi: rappresenta una delle tradizioni più consolidate del luogo. Da oltre 70 anni, ai primi di settembre, bambini e ragazzi in rappresentanza dei quattro rioni in cui è diviso il paese - Castello, Parrocchia, Stazione e San Rocco - "festeggiano" la conclusione dell'estate sfidandosi in vari giochi (calcio, atletica, quiz, caccia al tesoro ecc., e nell'edizione 2011 perfino il calcio gaelico) per un'intera settimana. Nell'edizione 2016 è stata ripristinata l'usanza di decorare, nel periodo della Festa, muri e case con i colori del proprio rione (verde per Castello, azzurro per Parrocchia, rosso per San Rocco e giallo per Stazione).
- Mercatino Natalizio: da alcuni anni, la prima o la seconda domenica di dicembre, sulla strada principale (via Libertà) che attraversa Gropello viene organizzato un mercatino natalizio ove sono esposti prodotti artigianali e gastronomici.

### Cucina
Il prodotto più tipico è il biscotto "Il Cairoli" prodotto da quattro forni del paese con farina di riso, frumento, mais, zucchero, uova, lievito e poche gocce di limone per ricordare la spedizione di Giuseppe Garibaldi in Sicilia.

## Amministrazione
| Periodo          | Nome                   | Lista  |
| ---------------- | ---------------------- | ------ |
| 1995 - 1999      | Pietro Faravelli       | Civica |
| 1999 - 2004      | Cesare Bottiroli       | Civica |
| 2004 - 2006      | Alessio Rudolph        | Civica |
| 2006 - 2011      | Giuseppe Chiari        | Civica |
| 2011 - 2016      | Giuseppe Chiari        | Civica |
| 2016 - 2021      | Chiara Rocca           | Civica |
| 2021 - in carica | Elisa Olga Bergamaschi | Civica |

## Sport

### Calcio
Le due squadre di calcio "storiche" del paese, l'AC Gropello e l'US S. Giorgio, si sono unite nel 2009 per dare vita ad un'unica società, l'ASD Gropello S. Giorgio (colori sociali bianco e viola). Nella stagione sportiva 2010-11, concluso il proprio campionato in testa al girone W di Seconda Categoria con 66 punti, a pari merito con la Sartiranese, disputò lo spareggio per il primo posto contro quest'ultima, in data domenica 15 maggio 2011, al campo sportivo comunale di Sannazzaro de' Burgondi.
La partita terminò 5-3 ai rigori (1-1 dopo i tempi supplementari) per l'ASD Gropello S. Giorgio, che per la prima volta centrava la promozione diretta in Prima Categoria, mantenuta sia l'annata successiva, al termine dello spareggio play-out in due partite con il Gambolò, che nel torneo 2012-2013, quando l'ottavo posto finale in classifica in tale serie aveva rappresentato il punto più alto mai raggiunto dal calcio gropellese. Retrocessa l'anno seguente, e poi scivolata in Terza Categoria al termine della stagione 2015/2016, l'ASD Gropello San Giorgio ha ricominciato a risalire la china grazie al successo nei playoff-promozione del 21 maggio 2017. Contemporaneamente, a Gropello Cairoli si è affermata e consolidata una rappresentativa di calcio femminile che, dopo un anno "di rodaggio" nei tornei C.S.I., è passata ai campionati regionali lombardi della F.I.G.C., conquistando la promozione in serie C nel maggio 2016 (aggiudicandosi lo spareggio playoff con l'Alto Verbano di Luino) e mantenendo la categoria l'annata successiva.

### Pallavolo
La Farmabios Sisa Volley Gropello, squadra locale di pallavolo femminile, creata nel 1999 e, dopo numerose promozioni, vincitrice del proprio raggruppamento e del titolo di campione regionale di Lombardia di serie C nella stagione 2010/011, si confermò ad alti livelli pure al debutto nel campionato nazionale di serie B2, chiudendo al terzo posto nel suo girone (B) ed arrivando quindi sino alle semifinali dei play-off per l'ascesa in serie B1, dove cedette al Volley Pinerolo solo al termine di due combattutissime partite. La stella della formazione gropellese era la centrale Sara Caroli, ex giocatrice della Pallavolo Villanterio e di altre compagini di serie A. Sfiorati i playoff nell'annata successiva (2012/2013), la squadra cedette i diritti della serie B per ripartire dalle categorie minori, dove tuttora milita.

## Galleria d'immagini

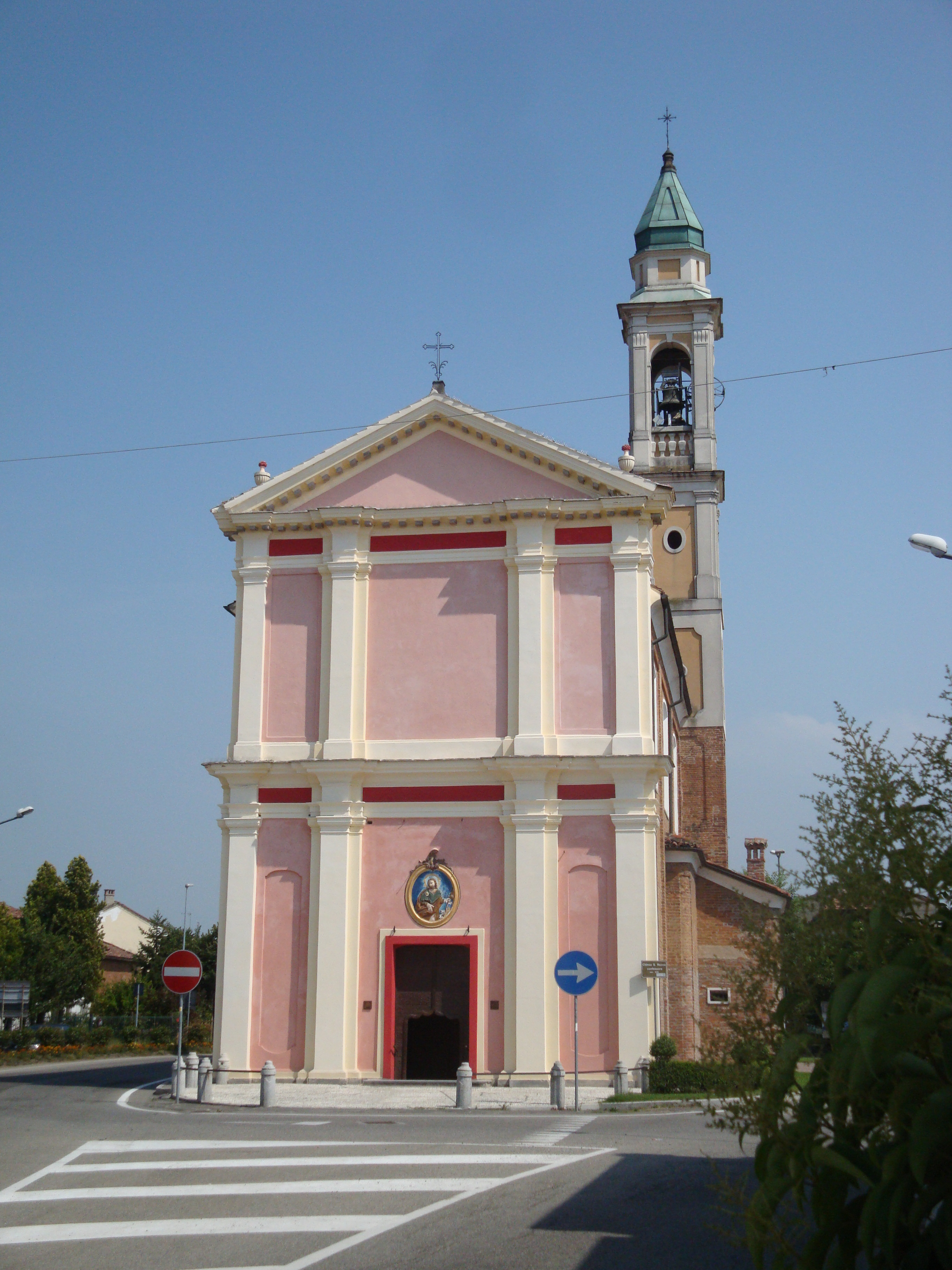
Chiesa di San Rocco Confessore
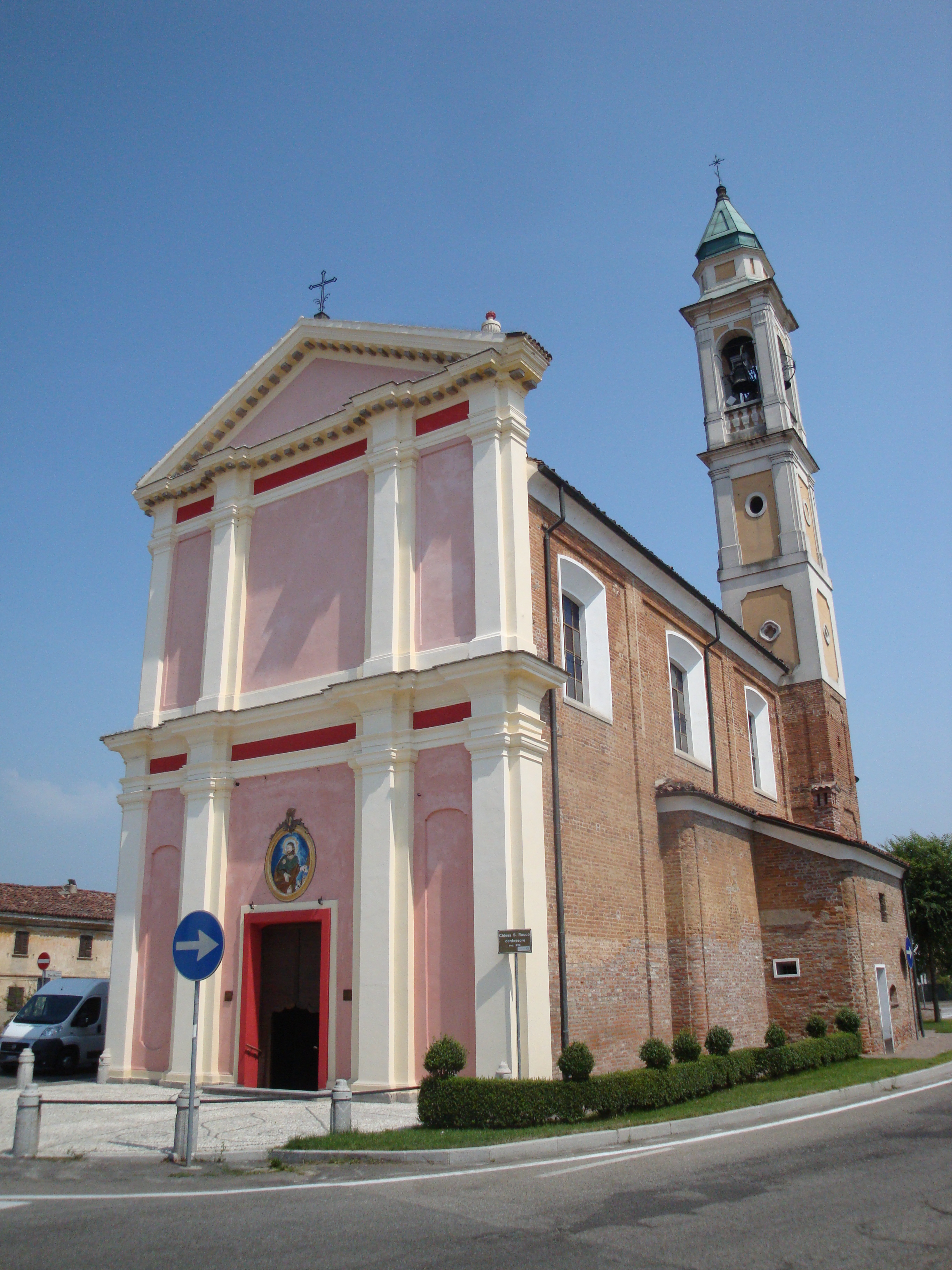
Chiesa di San Rocco
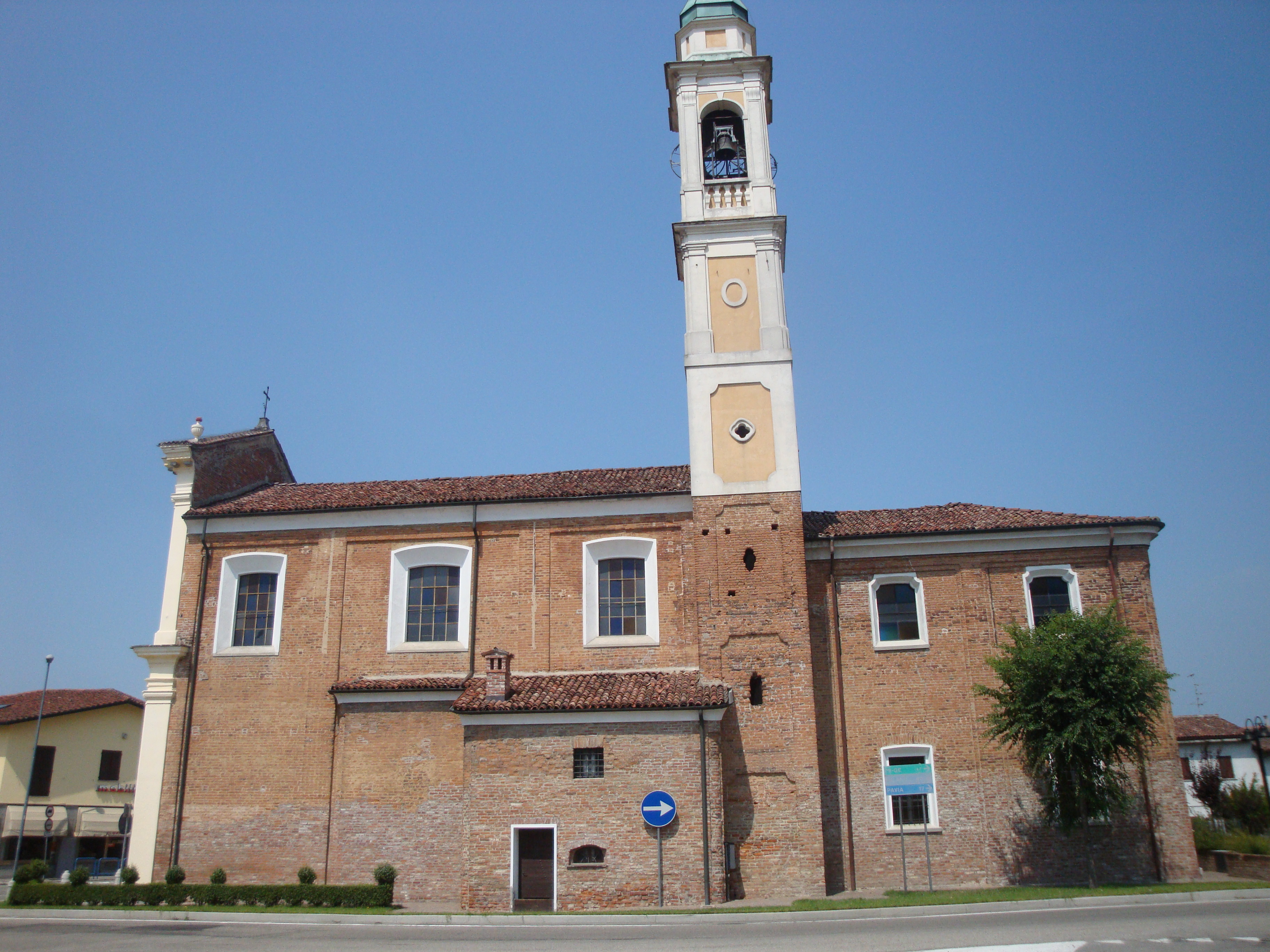
Chiesa di San Rocco
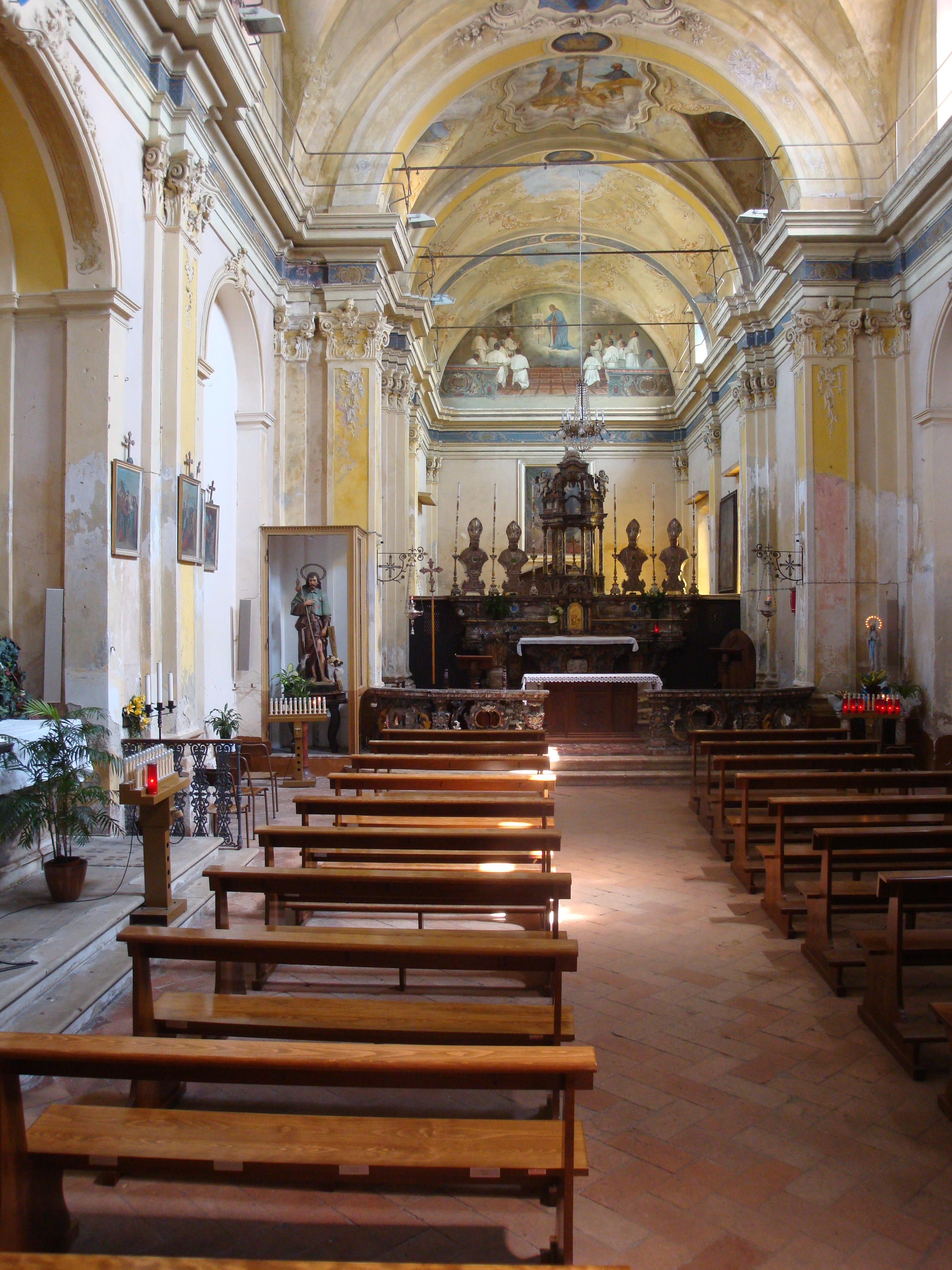
Chiesa di San Rocco Confessore - Interno verso l'altare
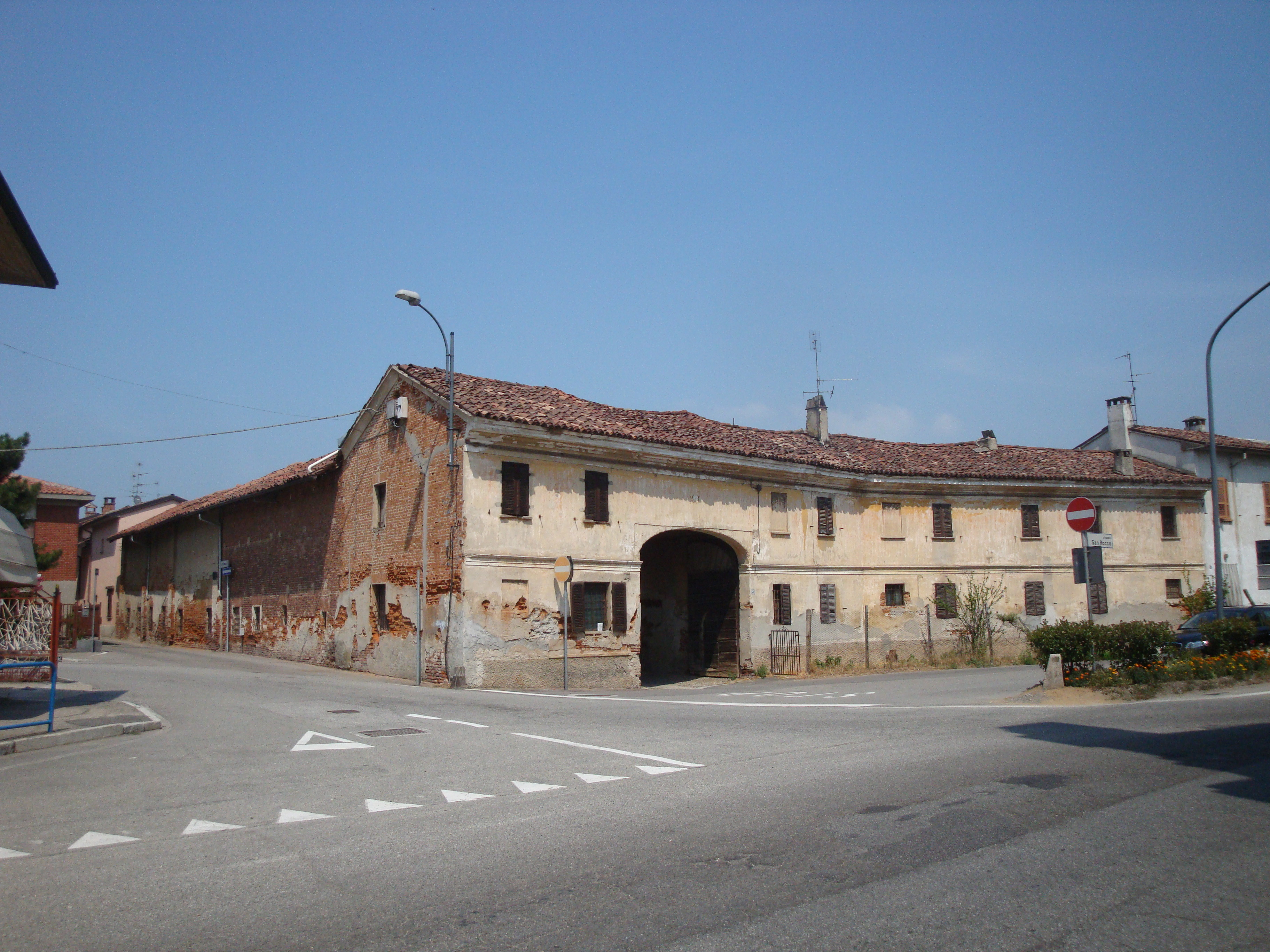
Piazzale San Rocco (prima della demolizione)
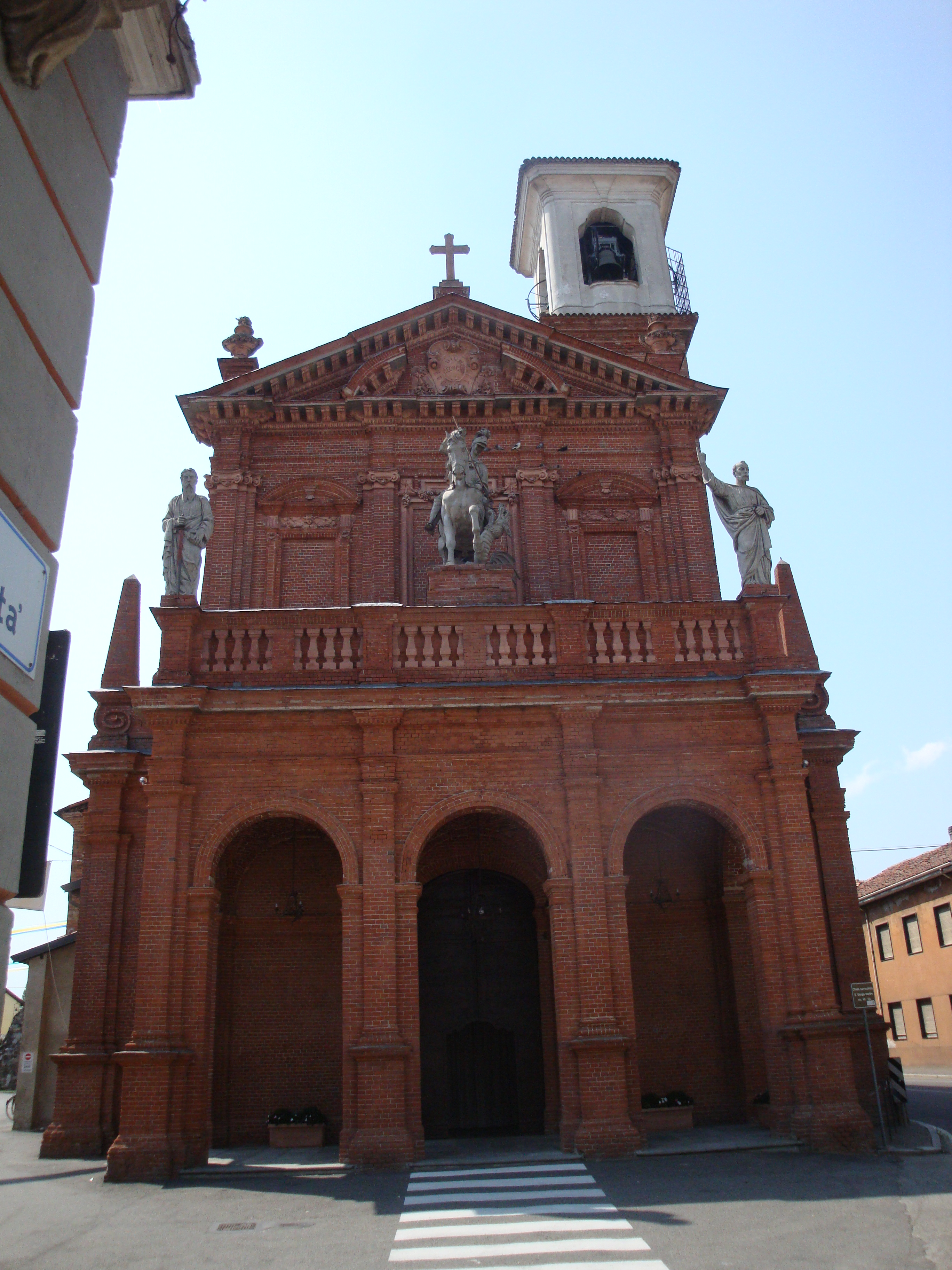
Chiesa Parrocchiale San Giorgio Martire - Facciata
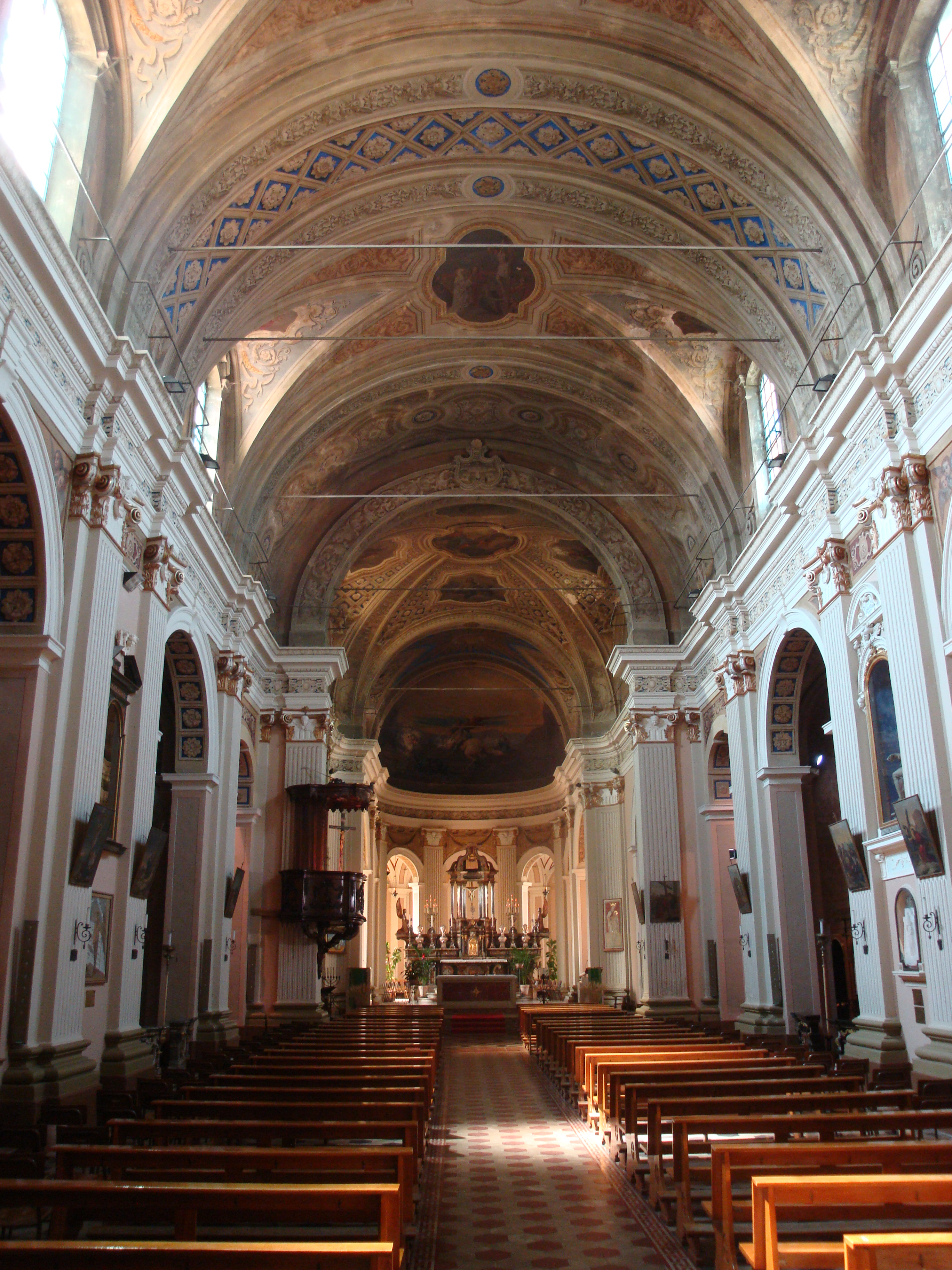
Chiesa Parrocchiale San Giorgio Martire - Interno
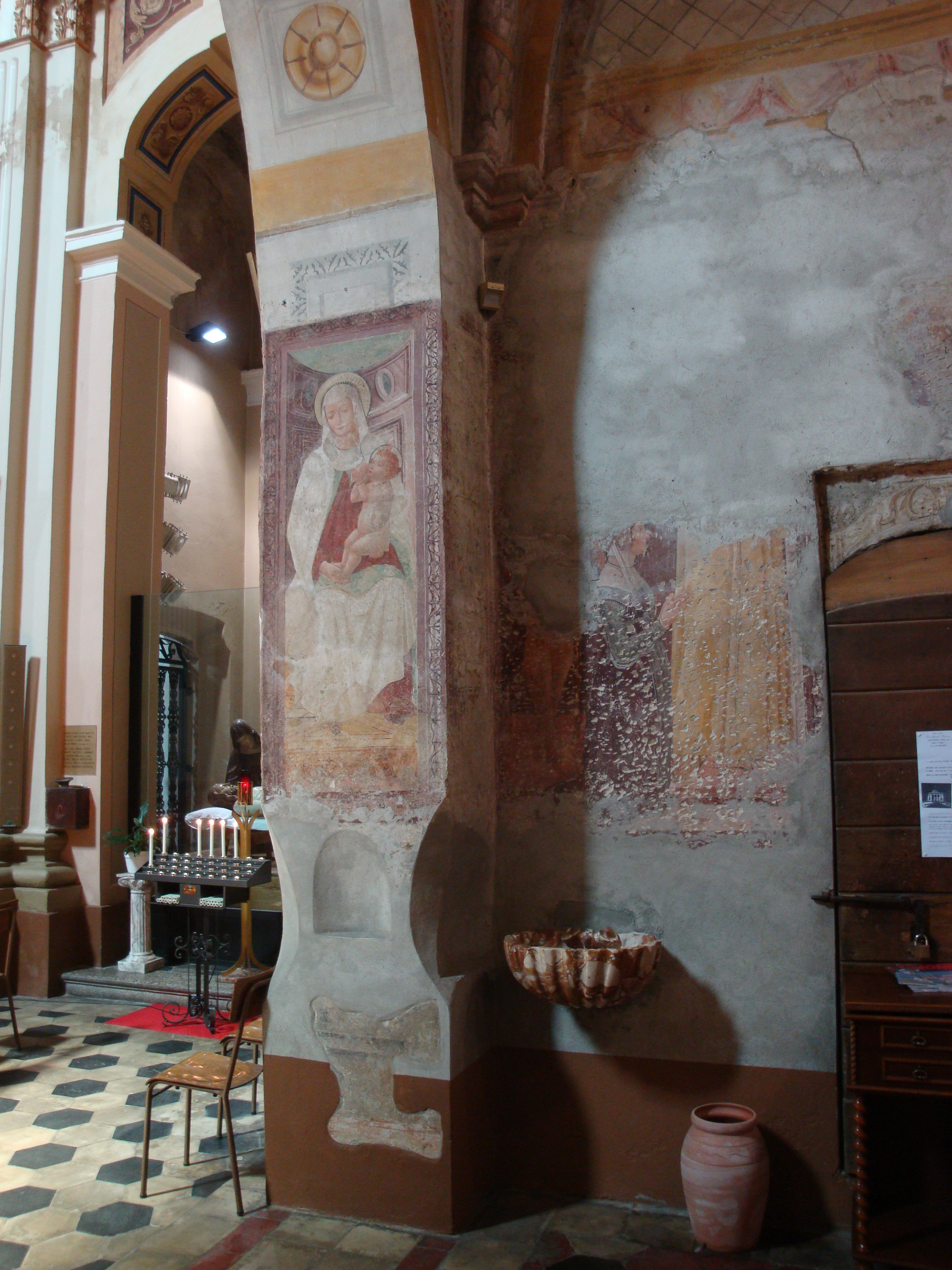
Interno chiesa San Giorgio Martire
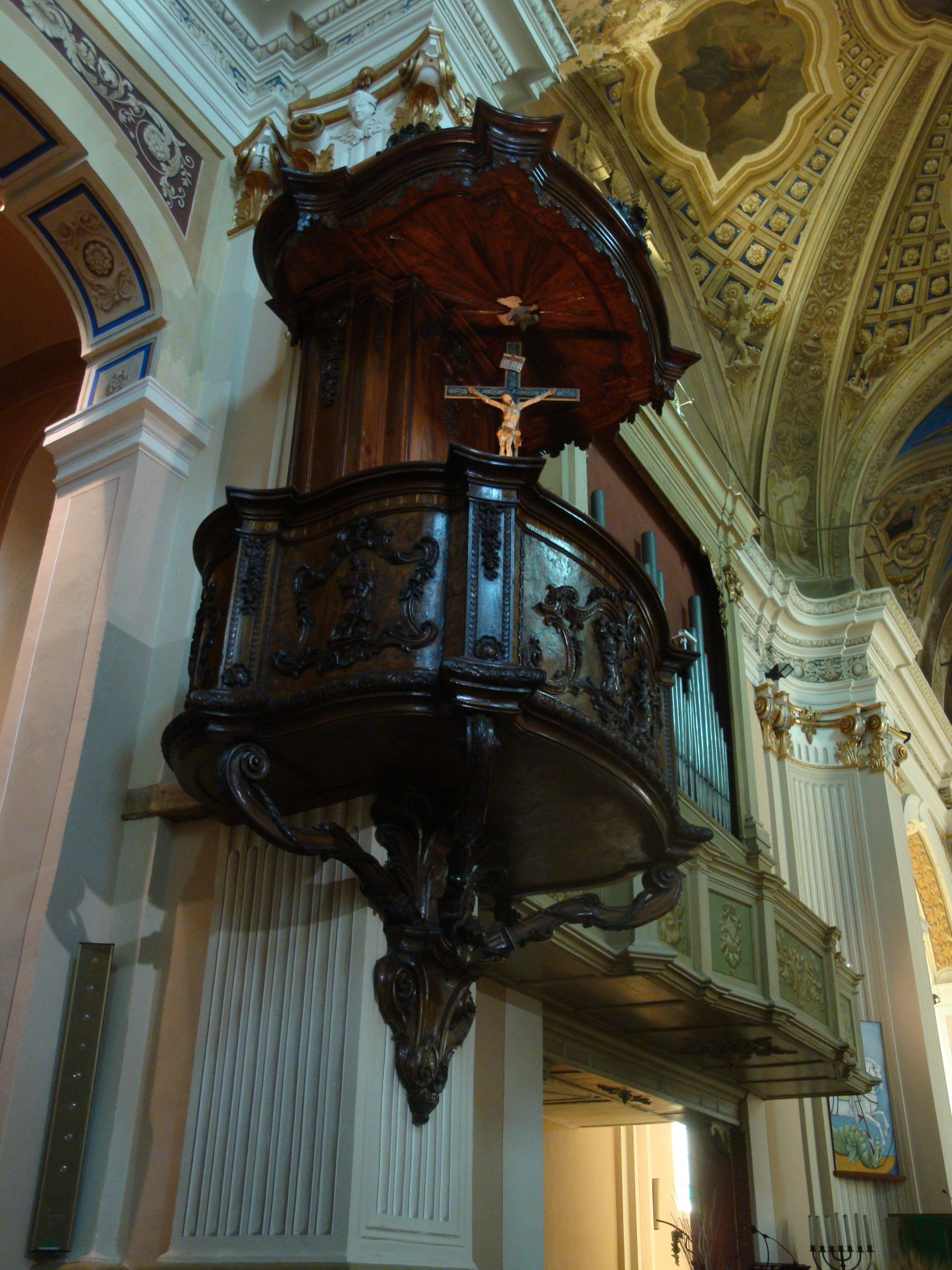
Interno chiesa San Giorgio Martire
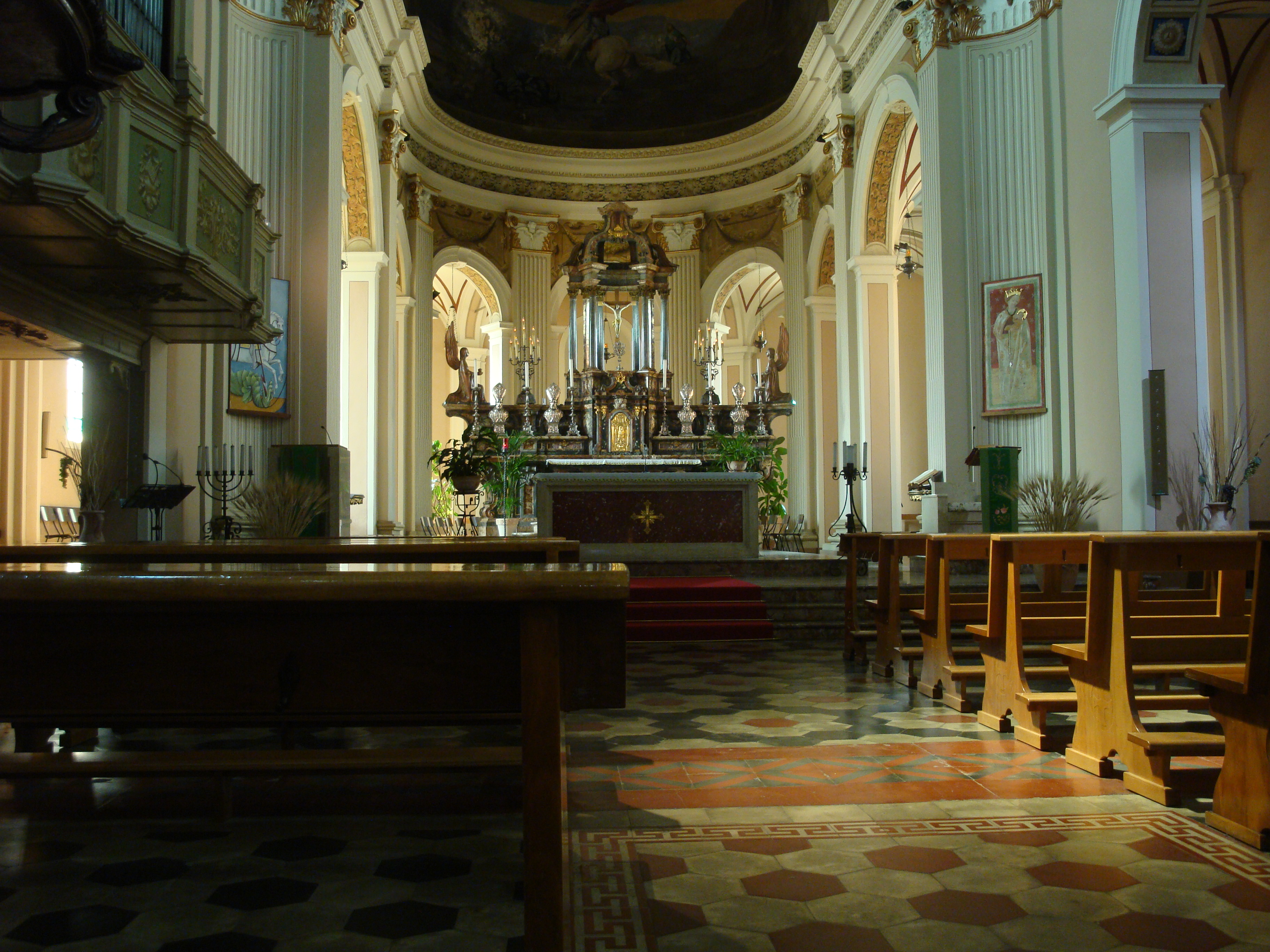
Interno chiesa San Giorgio Martire
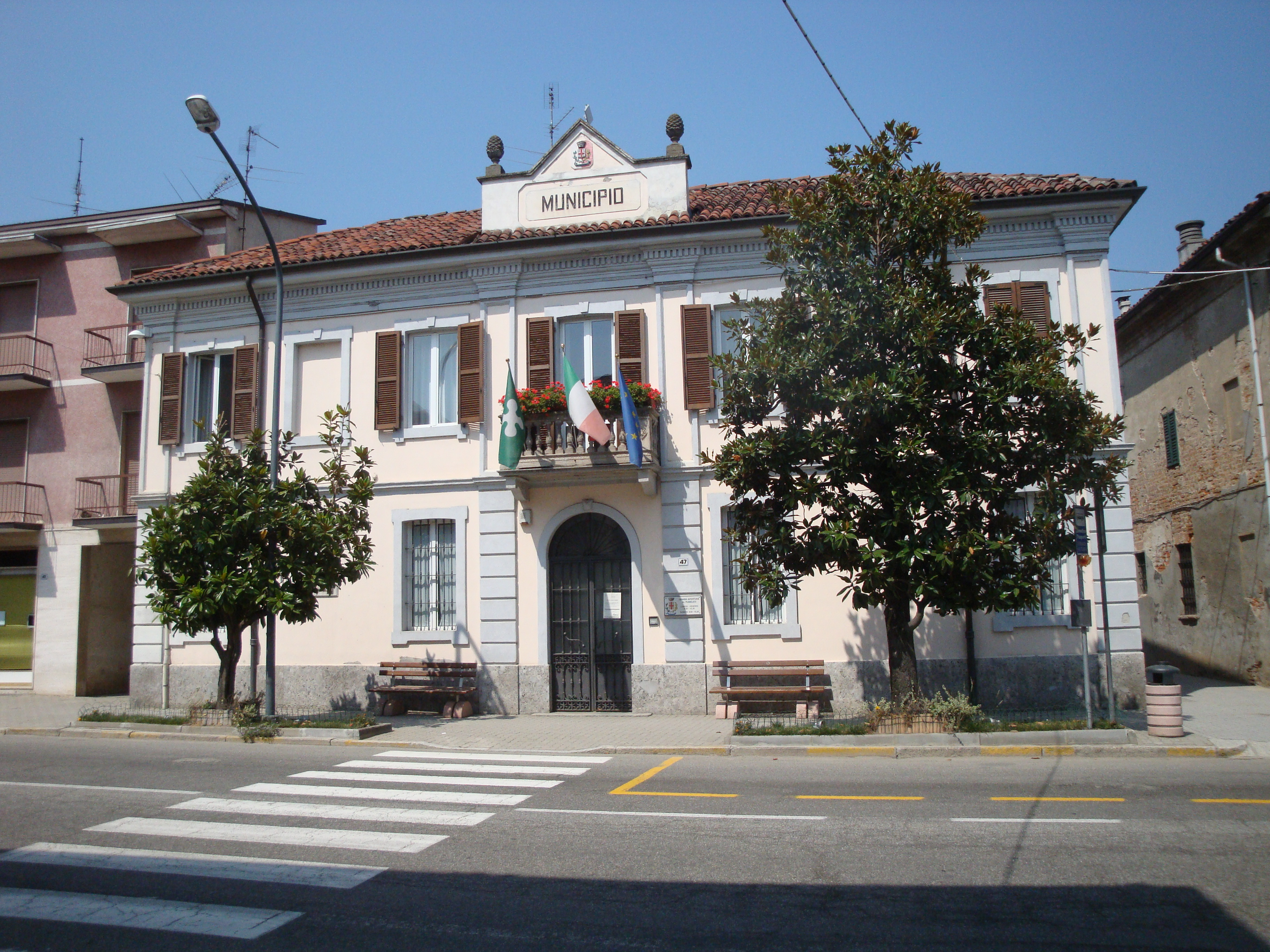
Palazzo Municipale
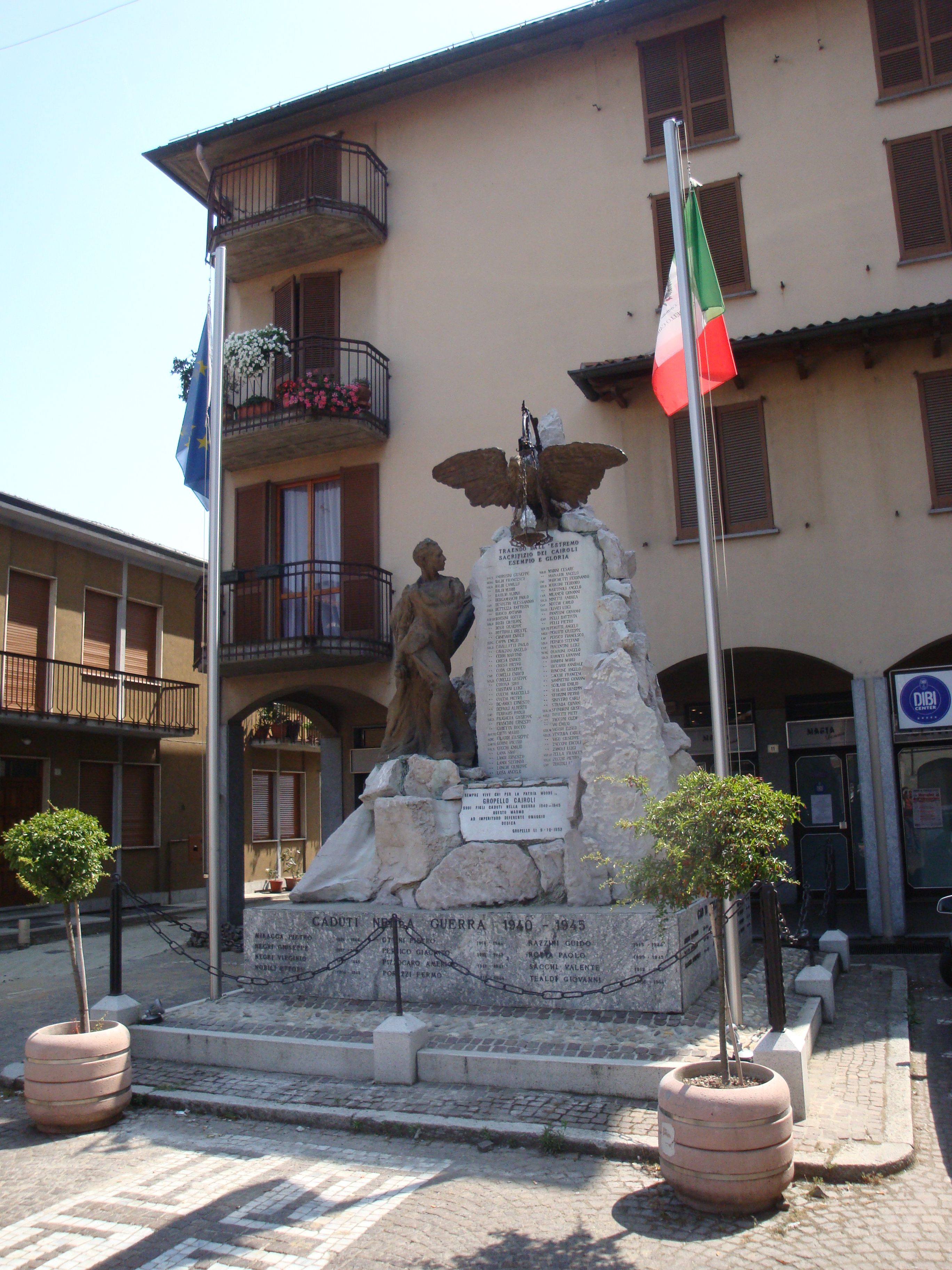
Monumento ai Caduti della Seconda guerra mondiale
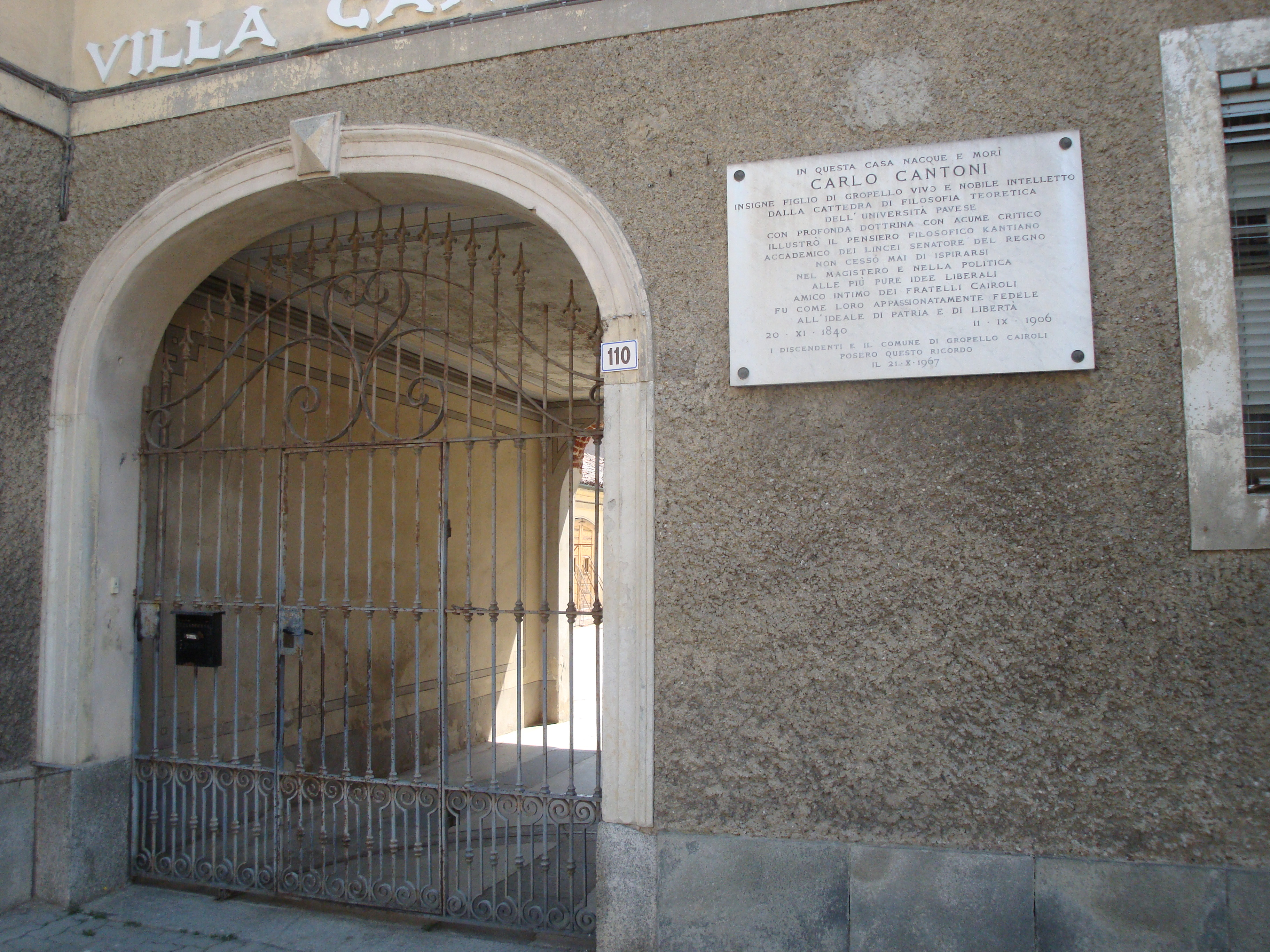
Casa natale di Carlo Cantoni - Ingresso e lapide
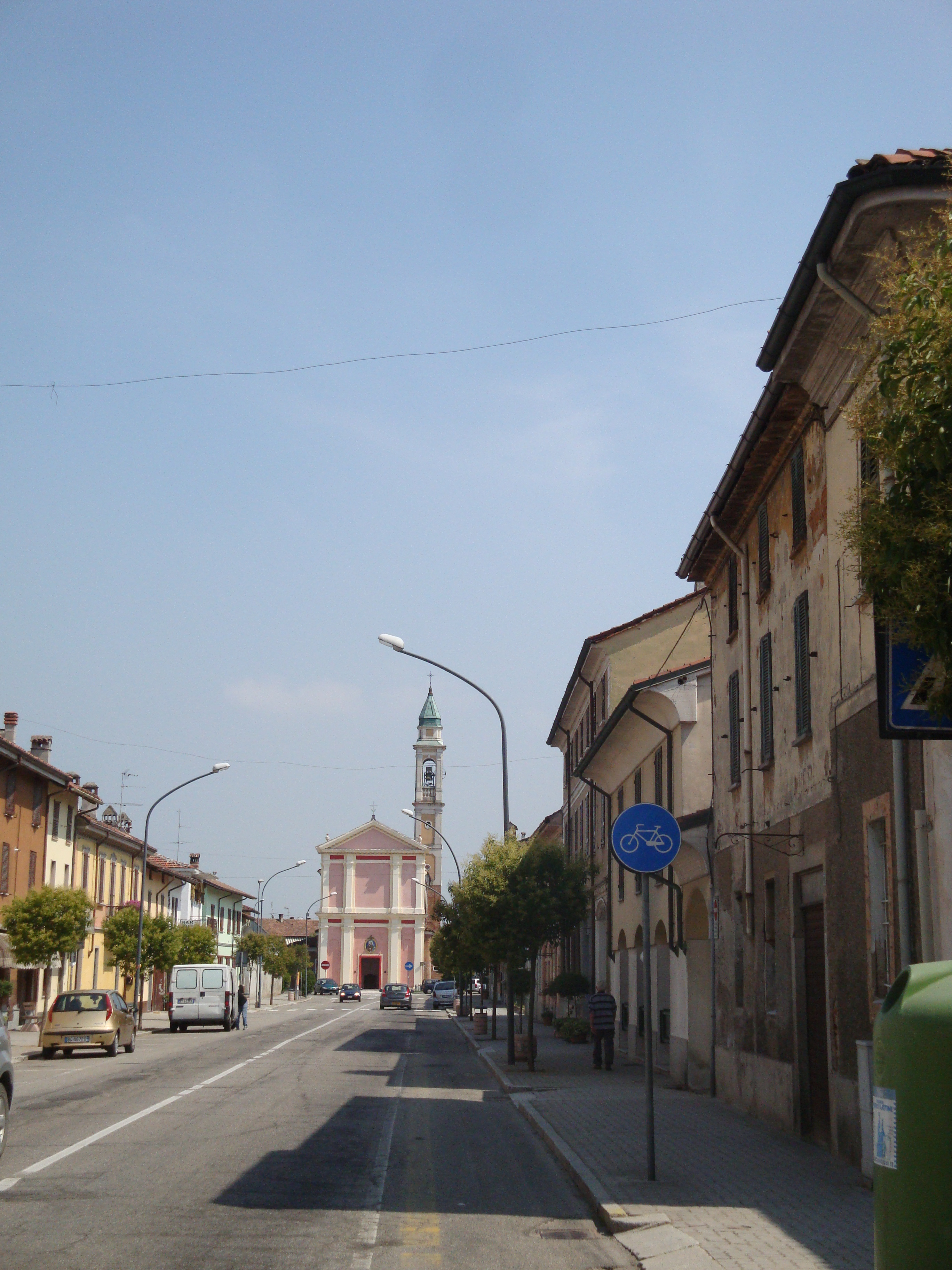
Via Libertà, altezza casa natale di Carlo Cantoni (sullo sfondo San Rocco)
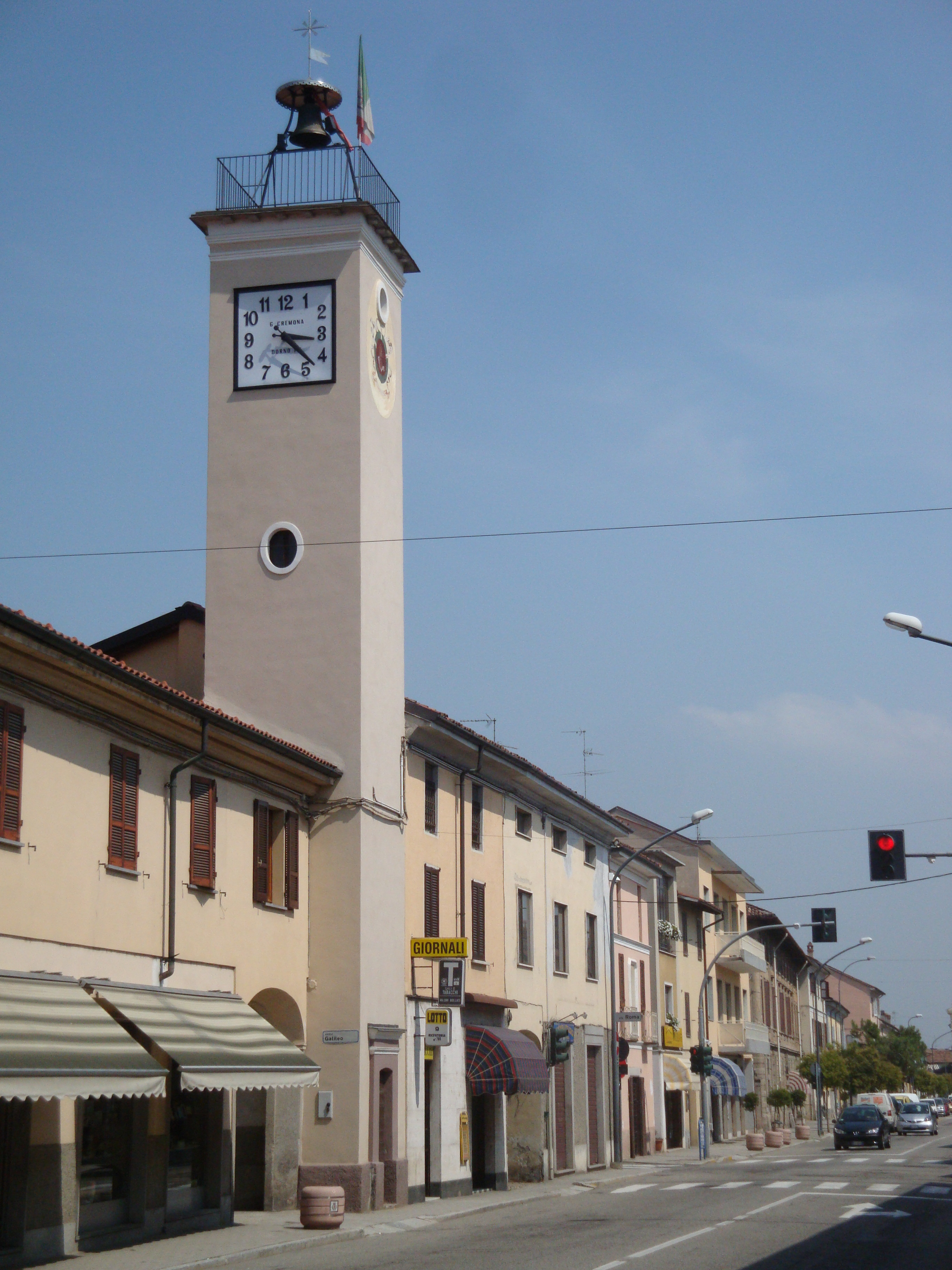
Palazzi di Via Libertà e Torre dell'Orologio
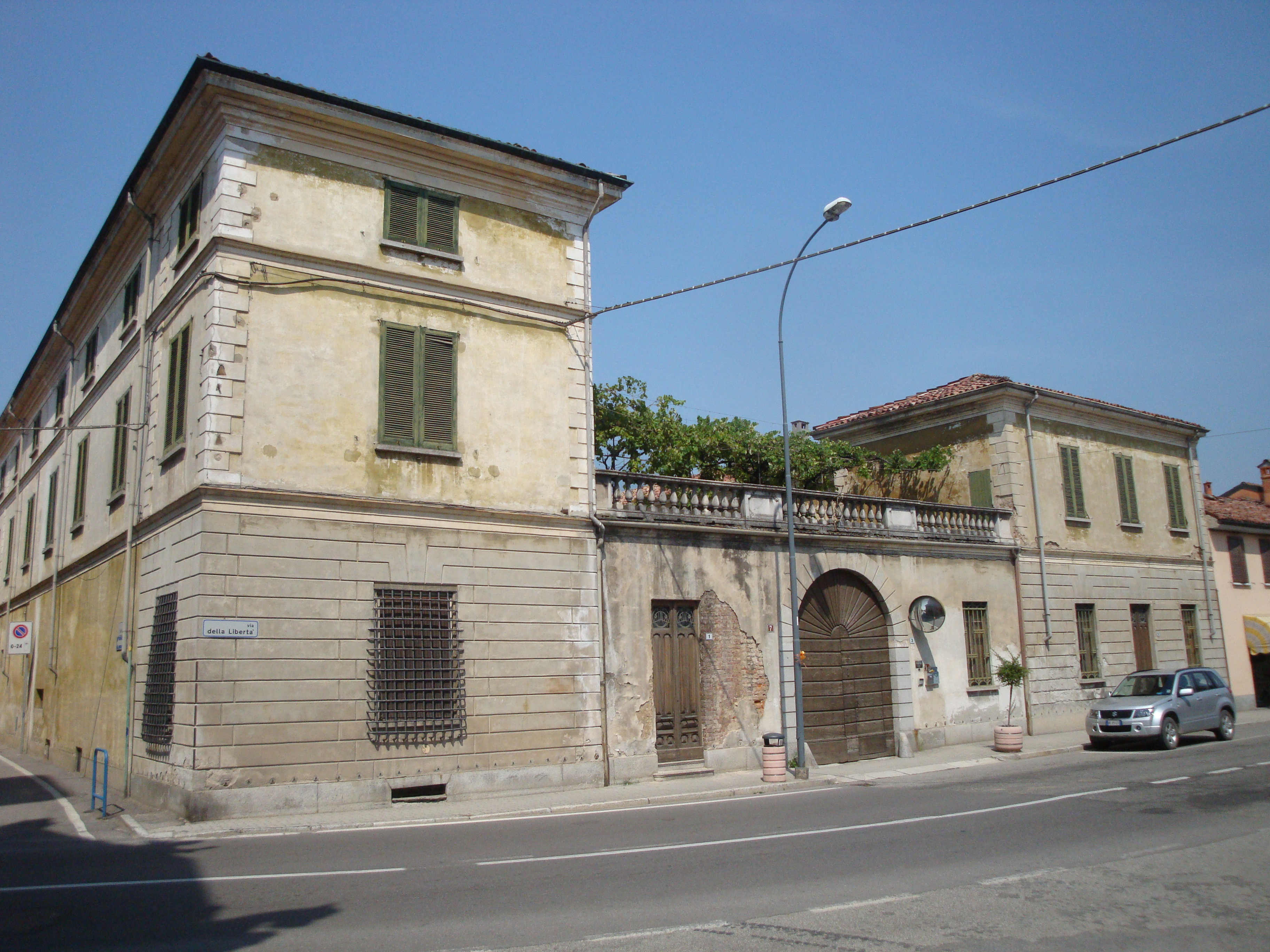
Palazzi di Via Libertà
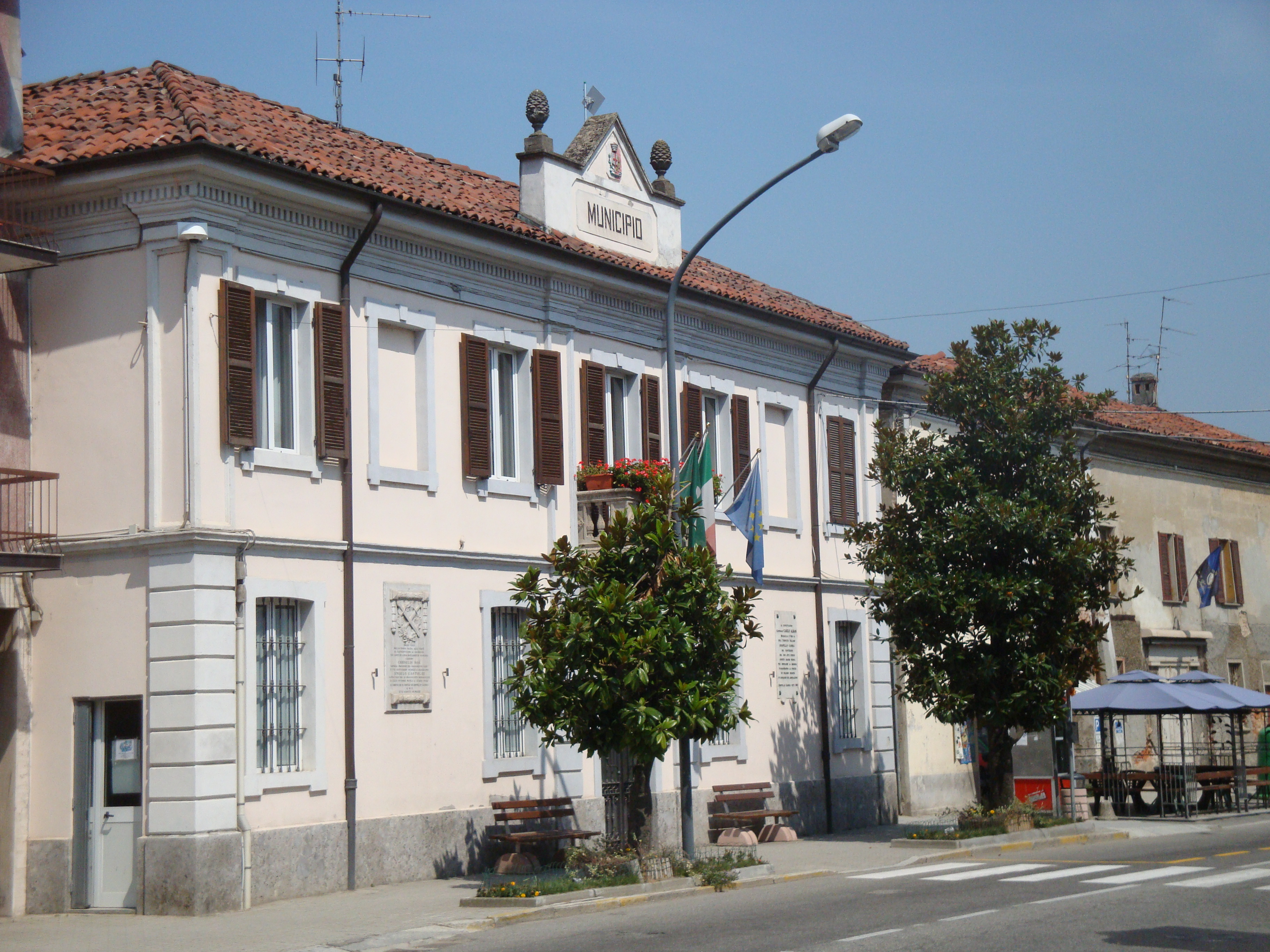
Palazzo municipale
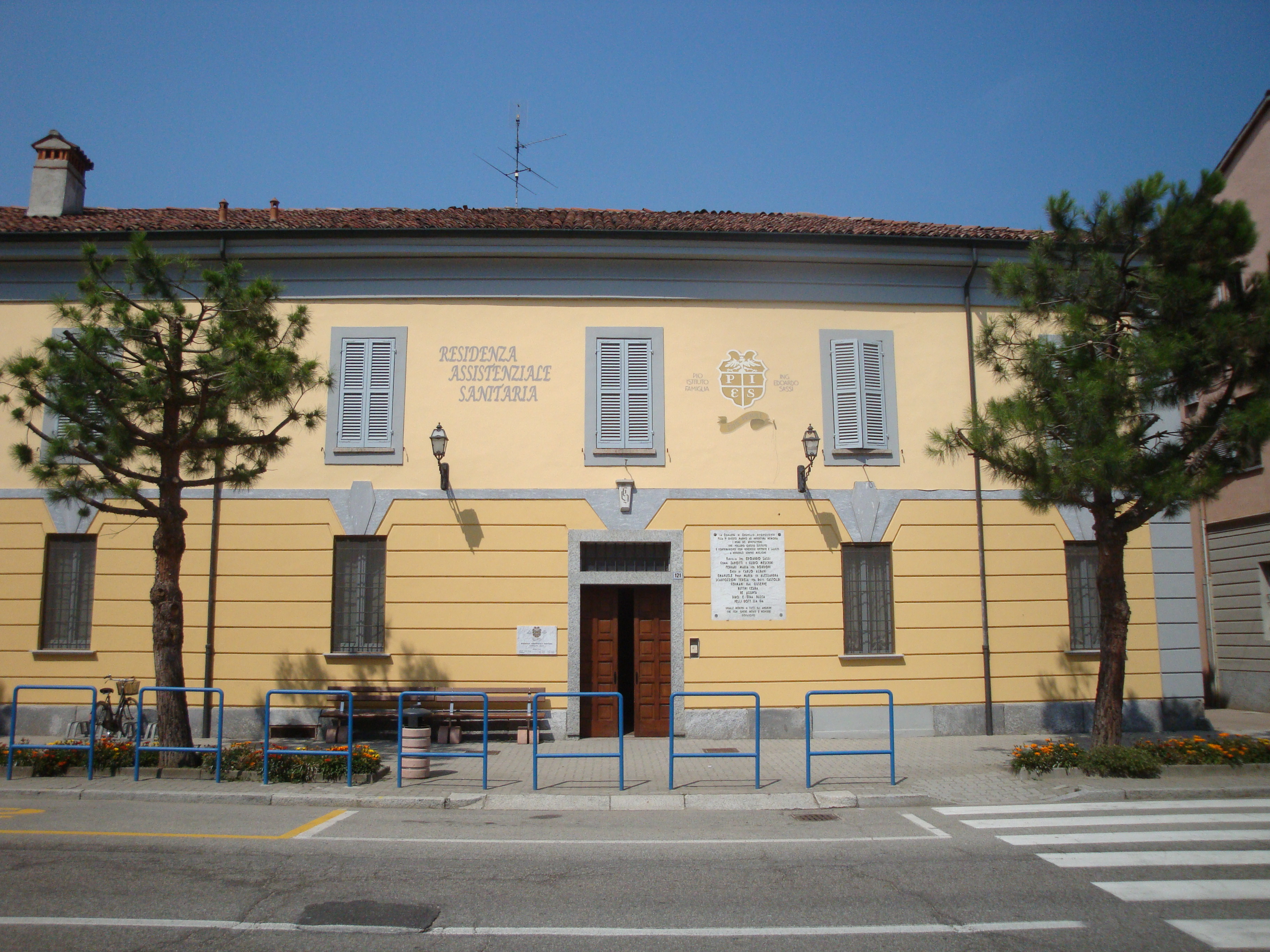
Pio Istituto Edoardo Sassi